# BAE Systems Tempest
BAE Systems Tempest («Буря») — проект истребителя шестого поколения, разрабатываемого в Великобритании консорциумом «Team Tempest» в составе Министерства обороны Великобритании, BAE Systems, Rolls-Royce, Leonardo и MBDA.
Ввод в эксплуатацию планируется с 2030 года, для замены самолёта Eurofighter Typhoon.
Концептуальная модель истребителя нового поколения была представлена Министерством обороны Соединённого Королевства во время авиасалона в Фарнборо в 2018 году, в рамках запуска новой национальной авиационной стратегии. Она получила название Tempest («Буря»).
19 июля 2019 года Швеция и Великобритания подписали меморандум о взаимопонимании в отношении изучения путей совместной разработки технологий воздушного боя шестого поколения.
Италия объявила о своём участии в Project Tempest 10 сентября 2019 года во время DSEI-2019.
До 2025 года британским правительством на проект будет израсходовано 2 миллиарда фунтов.
В настоящее время коллектив конструкторов истребителя (Team Tempest, под кураторством британской BAE Systems) и их партнеры (MBDA UK (британское подразделение общеевропейской компании по производству ракетных систем MBDA), разработчик силовых установок Rolls-Royce и компания Leonardo UK (британское подразделение Leonardo S.p.A.), производящая датчики и электронику) работают над 60 перспективными технологиями и многочисленными концептуальными разработками.
В 2023 коллектив разработчиков, занимающийся разработкой Tempest, выиграл контракт у МО Великобритании на отработку десятков новых технологий перед созданием истребителя-демонстратора; выделенные на это средства в объёме 822 млн долл. пойдут на финансирование «концепции и технологий», связанных с разработкой истребителя Tempest.